# Col d'Agnes
De col d'Agnes is een bergpas in de Franse Pyreneeën. De bergpas is vooral bekend van wieleretappes in bijvoorbeeld de Ronde van Frankrijk.
De bergpas is gelegen in het departement Ariège in de Occitanie. De pas bevindt zich op de grens van de gemeenten Aulus-les-Bains in het westen, Massat in het noorden en Vicdessos in het oosten.
De klim werd voor het eerst aangedaan in  1988 in de etappe Blagnac Aérospatiale - Guzet-Neige.

## Col d'Agnes in de Ronde van Frankrijk

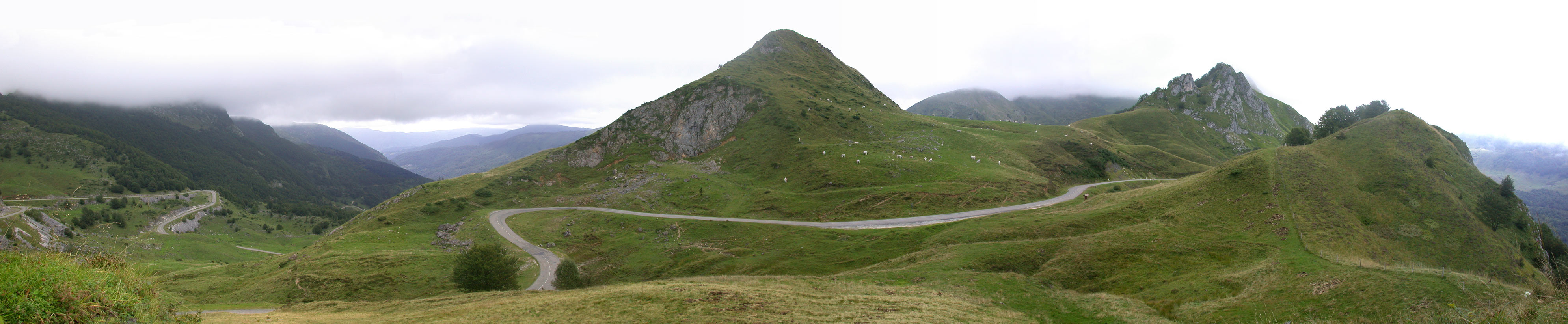
Panoramazicht op col d'Agnes

| Jaar | Etappe | Categorie | Eerste op col d'Agnes | Nationaliteit       | Start etappe             | Aankomst etappe   |
| ---- | ------ | --------- | --------------------- | ------------------- | ------------------------ | ----------------- |
| 1988 | 14     | 1         | Robert Millar         | Verenigd Koninkrijk | Blagnac Aérospatiale     | Guzet-Neige       |
| 1995 | 14     | 3         | Marco Pantani         | Italië              | Saint-Orens-de-Gameville | Guzet-Neige       |
| 2004 | 13     | 1         | Michael Rasmussen     | Denemarken          | Lannemezan               | Plateau de Beille |
| 2009 | 8      | 1         | Mikel Astarloza       | Spanje              | Andorra la Vella         | Saint-Girons      |
| 2011 | 14     | 1         | Sylvain Chavanel      | Frankrijk           | Saint-Gaudens            | Plateau de Beille |
| 2017 | 13     | 1         | Alberto Contador      | Spanje              | Saint-Girons             | Foix              |
| 2024 | 15     | 1         | Laurens De Plus       | België              | Loudenvielle             | Plateau de Beille |